# Floccus

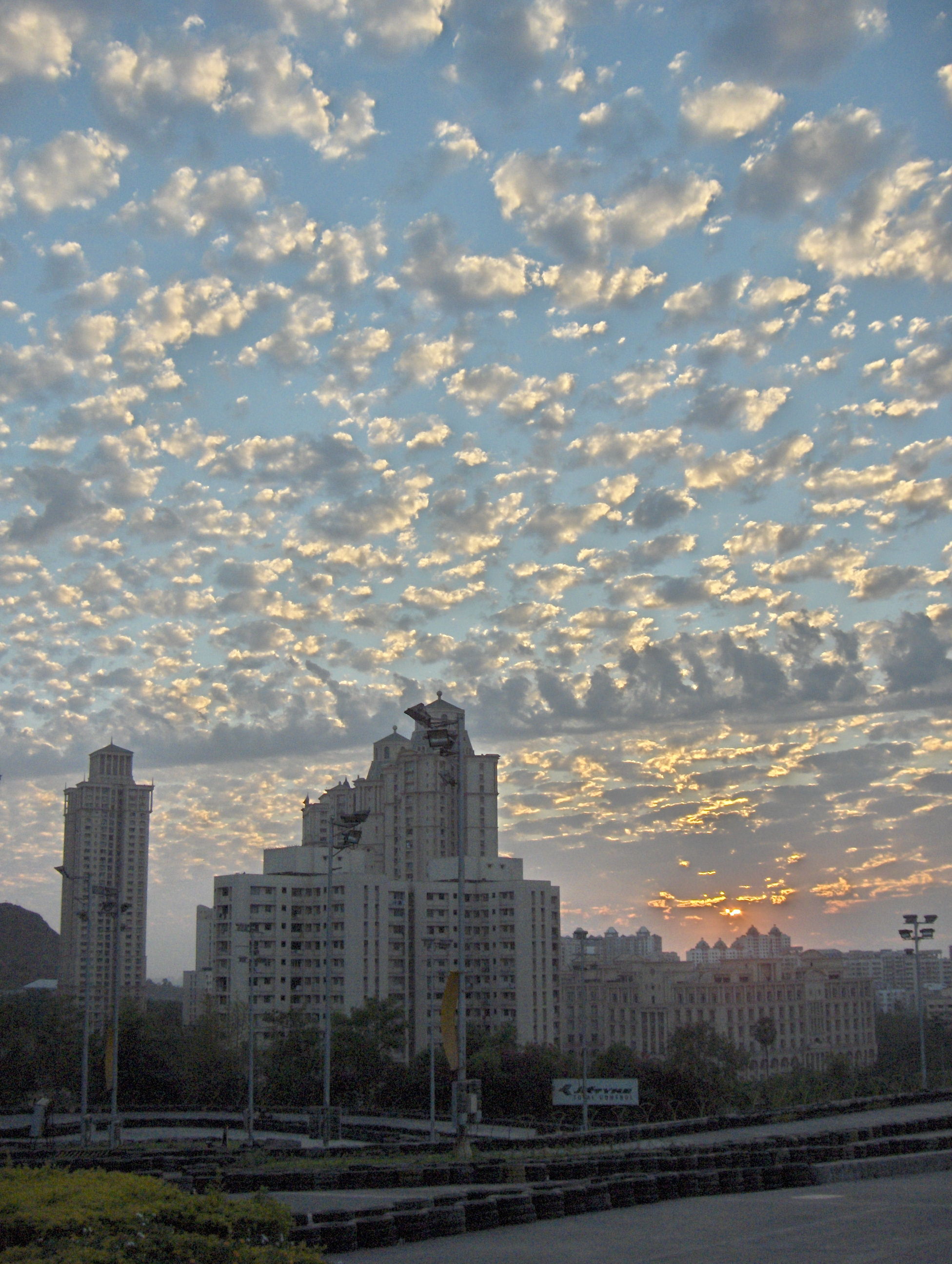
Altocumulus floccus über Hiranandani Gardens in Mumbai, Indien.

Floccus (flo) (lat. „flockig“) ist eine Wolkenart, bei der jede Einzelwolke wie ein kleiner cumulus-förmiger Bausch aussieht, dessen unterer Teil mehr oder weniger ausgefranst ist, wobei häufig Virga-Bildung auftritt.
Diese Bezeichnung wird bei Cirrus, Cirrocumulus, Altocumulus und Stratocumulus angewendet.